# Sarāb-e Dowkāl
Sarāb-e Dowkāl (persiska: سَرابِ دُو كَل, سراب دوكال, سَرَب دُگُل, سَراب دُو كَل, Sarāb-e Do Kal) är en ort i Iran.   Den ligger i provinsen Kurdistan, i den nordvästra delen av landet, 400 km väster om huvudstaden Teheran. Sarāb-e Dowkāl ligger 2 039 meter över havet och antalet invånare är 136.
Terrängen runt Sarāb-e Dowkāl är kuperad, och sluttar österut. Runt Sarāb-e Dowkāl är det ganska tätbefolkat, med 58 invånare per kvadratkilometer. Närmaste större samhälle är Dehgolān, 19,4 km nordost om Sarāb-e Dowkāl. Trakten runt Sarāb-e Dowkāl består i huvudsak av gräsmarker.